# Jopen Johannieter
Jopen Johannieter is een Nederlands bier van hoge gisting.
Het bier wordt gebrouwen door Brouwerij Jopenkerk te Haarlem. Het is een donker seizoensbier, type Dubbelbok met een alcoholpercentage van 9%. De Jopenbieren zijn gebaseerd op recepten uit de Middeleeuwen, die in het Noord-Hollands Archief bewaard zijn. Dit archief is gevestigd in het voormalige Sint-Jansklooster te Haarlem. De kloosterorde behoorde tot de Johanniter Orde, waarnaar dit bier vernoemd werd.

## Prijzen
- Winnaar “Lekkerste bockbier van Nederland” 2011 in de categorie zwaar bockbier.[1]
- Winnaar “Lekkerste bockbier van Nederland” 2010 in de categorie zwaar bockbier.
- World Beer Awards 2013 - gouden medaille in de categorie Europe - Strong Dark Ale
- Tijdens het PINT Bokbierfestival op 27 oktober 2013 behaalde Jopen Johannieter een derde plek in de categorie "Beste Dubbelbock".